# Hans Philipp (Geologe)
Hans Philipp (* 23. Juni 1878 in Berlin; † 1. September 1944 in Karthaus bei Trier) war ein deutscher Geologe. Er war Professor an der Universität zu Köln.

## Leben
Philipp wurde 1904 in Heidelberg promoviert (Paläontologisch-geologische Untersuchungen aus dem Gebiet von Predazzo) über die alpine Trias der Dolomiten bei Predazzo. Er habilitierte sich 1908 in Greifswald und war dort Privatdozent und ab 1913 außerordentlicher Professor. 1923 wurde er ordentlicher Professor in Köln, als erster Lehrstuhlinhaber am 1919 gegründeten Geologisch-Mineralogischen Institut.
Hans Philipp gehörte im August 1912 zu den 34 Gründungsmitgliedern der Paläontologischen Gesellschaft.
1914 war er einer der Herausgeber der wissenschaftlichen Ergebnisse der Probeexpedition (für eine Antarktisexpedition) von Wilhelm Filchner nach Spitzbergen (1910).
Er ist Erstbeschreiber diverser Arten der alpinen Trias.
Der Gletscher Philippbreen in Sabine-Land auf Spitzbergen ist nach Hans Philipp benannt.

## Mitgliedschaften
- 1903 Deutsche geologische Gesellschaft
- 1905 Schweizerische geologische Gesellschaft
- 1910 Geologische Vereinigung
- 1912 Paläontologische Gesellschaft

## Schriften
- mit Walther Warneck: Geologische Anfängerübungen zur Einführung in das Verständnis geologischer Karten und Profile. Westermann  1922